# Cappy
Cappy – miejscowość i gmina we Francji, w regionie Hauts-de-France, w departamencie Somma.
Według danych na rok 2011 gminę zamieszkiwały 534 osoby, a gęstość zaludnienia wynosiła 45 osób/km² (wśród 2293 gmin Pikardii Cappy plasuje się na 546. miejscu pod względem liczby ludności, natomiast pod względem powierzchni na miejscu 333.).